# Croce Rossa sudcoreana
La Croce Rossa Nazionale della Repubblica di Corea (대한적십자사?, Daehan jeoksipjasaLR), più comunemente conosciuta come Croce Rossa Coreana, è un'organizzazione non governativa a scopo umanitario appartenente alla più ampia famiglia della Federazione Internazionale delle Società della Croce Rossa e della Mezzaluna Rossa dal 1955. Fondata nel 1905 per il volere dell'Imperatore Gojong, a seguito della firma delle Convenzioni di Ginevra I e II da parte dell'impero, la società ha oggi il suo quartier generale presso la capitale Seul e in totale opera in 5 ospedali, 14 diramazioni locali e 131 centri di donazione sangue.

## Storia
La società Croce Rossa Coreana nasce ufficialmente a Seul il 27 ottobre 1905 con la diffusione da parte dell'Imperatore Gojong di un decreto di fondazione. Poco dopo la sua fondazione, con l'avvento dei coloni giapponesi a partire dal primo decennio del Novecento, nel 1910 la società si trasferisce a Shanghai, dove nel 1919 fu fondato il Governo Provvisorio Coreano. Con la fine del periodo coloniale, nel 1949 la Croce Rossa nazionale si riformò e convertì ufficialmente il suo nome in Croce Rossa Nazionale della Repubblica di Corea. Subito dopo questo periodo di ripresa, l'associazione dovette affrontare il sostegno delle vittime coinvolte nel conflitto civile coreano.

## Compiti

### Risposta alle emergenze
In caso di calamità naturali disastrose o altri tipi di emergenze, la Croce Rossa Coreana fornisce servizi e beni essenziali come cibo e materiali per il primo soccorso a tutti coloro che ne bisognano. Per preparare le comunità locali ad affrontare future situazioni gravi, distribuisce loro periodicamente razioni di cibo e di materiale non alimentare utili a questo fine.

### Donazioni di sangue
In Corea del Sud, i donatori di sangue associati alla Croce Rossa forniscono annualmente la maggior parte del sangue usato a scopi medici. Oltre alla raccolta di sangue e la sua successiva analisi in laboratorio prima della trasfusione in altri soggetti, la Croce Rossa Coreana si occupa anche di ricerca, soprattutto nell'ambito degli studi del plasma.

### Questioni inter-coreane
La Croce Rossa Coreana porta avanti un programma, in collaborazione con la Croce Rossa della DPRK, per il ripristino dei legami famigliari tra i membri dello stesso nucleo rimasti separati nelle due Coree a seguito della Guerra di Corea, e il supporto psicologico ed economico di questi. Inoltre, data la situazione di povertà in cui versa la Corea del Nord, grazie a fondi governativi, invia oltre il trentottesimo parallelo prodotti utili in tempo di emergenza e non.

### Intervento internazionale
A partire dagli anni Novanta l'associazione si è gradualmente sviluppata fino a contribuire con i suoi medici ed esperti ai programmi del Movimento internazionale in caso di disastri ed emergenze al di fuori del territorio della penisola coreana. Ha dato supporto alle Società Nazionali sorelle e ai programmi di sviluppo territoriale in Kenya, Laos, Nepal, Tanzania, Vietnam e nelle Filippine.